# Ortsoperator
Der Ortsoperator gehört in der Quantenmechanik zur Ortsmessung von Teilchen.
Der physikalische Zustand {\displaystyle \Psi } eines Teilchens ist in der Quantenmechanik mathematisch gegeben durch den zugehörigen Vektor eines Hilbertraumes H. Dieser Zustand wird folglich in der Bra-Ket-Notation durch den Vektor {\displaystyle |\Psi \rangle } beschrieben. Die Observablen werden durch selbstadjungierte Operatoren auf H dargestellt.
Speziell ist der Ortsoperator die Zusammenfassung der drei Observablen {\displaystyle {\hat {\mathbf {x} }}=({\hat {x}}_{1},{\hat {x}}_{2},{\hat {x}}_{3})}, so dass
{\displaystyle E({\hat {x}}_{j})={\langle {\hat {x}}_{j}\,\Psi ,\Psi \rangle }_{\mathrm {H} }\ ,\quad j=1,2,3}
der Mittelwert (Erwartungswert) der Messergebnisse der j-ten Ortskoordinate des Teilchens im Zustand {\displaystyle \Psi } ist.

## Definition und Eigenschaften
- Die drei Ortsoperatoren sind selbstadjungierte Operatoren {\displaystyle {\hat {x}}_{j}}, die mit den ebenfalls selbstadjungierten Impulsoperatoren {\displaystyle {\hat {p}}_{k}} die folgenden kanonischen Vertauschungsrelationen erfüllen:

{\displaystyle [{\hat {x}}_{j},{\hat {p}}_{k}]=\mathrm {i} \,\hbar \,\delta _{jk}\ ,\quad [{\hat {x}}_{j},{\hat {x}}_{k}]=0=[{\hat {p}}_{j},{\hat {p}}_{k}]\ ,\quad j,k\in \{1,2,3\}}
- Daraus folgt, dass die drei Ortskoordinaten gemeinsam messbar sind und dass ihr Spektrum (Bereich der möglichen Messwerte) aus dem gesamten Raum  {\displaystyle \mathbb {R} ^{3}} besteht. Die möglichen Orte sind also nicht quantisiert, sondern kontinuierlich.

### Ortsdarstellung
Die Ortsdarstellung ist durch die Spektraldarstellung des Ortsoperators definiert. Der Hilbertraum {\displaystyle H=L^{2}(\mathbb {R} ^{3};\mathbb {C} )} ist der Raum der quadratintegrierbaren komplexen Funktionen des Ortsraums {\displaystyle \mathbb {R} ^{3}}, jeder Zustand {\displaystyle \Psi } ist durch eine Ortswellenfunktion {\displaystyle \psi (\mathbf {x} )} gegeben.
Die Ortsoperatoren {\displaystyle {\hat {\mathbf {x} }}=({\hat {x}}_{1},{\hat {x}}_{2},{\hat {x}}_{3})} sind die Multiplikationsoperatoren mit den Koordinatenfunktionen, d. h. der Ortsoperator {\displaystyle {\hat {x}}_{j}} wirkt auf Ortswellenfunktionen {\displaystyle \psi (\mathbf {x} )} durch die Multiplikation der Wellenfunktion mit der Koordinatenfunktion {\displaystyle x_{j}}
{\displaystyle ({\hat {x}}_{j}\,\psi )(\mathbf {x} )=x_{j}\cdot \psi (\mathbf {x} )}
Dieser Operator {\displaystyle {\hat {x}}_{j}} ist als Multiplikationsoperator
ein dicht definierter Operator und abgeschlossen.
Er ist auf dem Unterraum {\displaystyle D=\{\psi \in H\,|\,x\cdot \psi \in H\}} definiert, der in H dicht liegt.
Der Erwartungswert ist
{\displaystyle E({\hat {x}}_{j})={\langle {\hat {x}}_{j}\,\Psi ,\Psi \rangle }_{L^{2}}=\int _{\mathbb {R} ^{3}}x_{j}\,\psi (\mathbf {x} )\,{\overline {\psi (\mathbf {x} )}}\,\mathrm {d} x=\int _{\mathbb {R} ^{3}}x_{j}\,|\psi (\mathbf {x} )|^{2}\mathrm {d} x}
Der Impulsoperator wirkt auf Ortswellenfunktionen (bei geeigneter Wahl der Phasen) als Differentialoperator:
{\displaystyle {\bigl (}{\hat {p}}_{k}\psi {\bigr )}(\mathbf {x} )=-\mathrm {i} \,\hbar \,{\frac {\partial }{\partial x_{k}}}\psi (\mathbf {x} )}

#### Eigenfunktionen
Die Eigenfunktionen des Ortsoperators müssen die Eigenwertgleichung
{\displaystyle ({\hat {x}}\,\psi _{\mathbf {x_{0}} })(\mathbf {x} )=\mathbf {x_{0}} \cdot \psi _{\mathbf {x_{0}} }(\mathbf {x} )}
erfüllen, wobei {\displaystyle \psi _{\mathbf {x_{0}} }(\mathbf {x} )} die Eigenfunktion des Ortsoperators zum Eigenwert {\displaystyle \mathbf {x_{0}} } darstellt.
Die Eigenfunktionen {\displaystyle \psi (\mathbf {x_{0}} )} zum Ortsoperator entsprechen Delta-Distributionen:
{\displaystyle {\hat {\mathbf {x} }}\delta (\mathbf {x} -\mathbf {x_{0}} )=\mathbf {x_{0}} \delta (\mathbf {x} -\mathbf {x_{0}} )}
mit der Identität:
{\displaystyle f(x)\delta (x-x_{0})=f(x_{0})\delta (x-x_{0})}

### Impulsdarstellung
In der Impulsdarstellung wirkt der Impulsoperator multiplikativ auf Impulswellenfunktionen {\displaystyle {\tilde {\psi }}(\mathbf {p} )}
{\displaystyle ({\hat {p}}_{k}\,{\tilde {\psi }})(\mathbf {p} )=p_{k}\cdot {\tilde {\psi }}(\mathbf {p} )}
und der Ortsoperator als Differentialoperator:
{\displaystyle ({\hat {x}}_{j}\,{\tilde {\psi }})(\mathbf {p} )=\mathrm {i} \,\hbar \,{\frac {\partial }{\partial p_{j}}}{\tilde {\psi }}(\mathbf {p} )}